# Киллин (Техас)
Киллин (англ. Killeen) — город в США, расположенный в центральной части штата Техас. Население — 127 921 чел. по оценке на 2010 год, город является 21 по численности населения в Техасе. Является частью статистического ареала Киллин—Темпл—Форт-Худ.
Расположенная рядом с городом база Форт-Худ является основным работодателем в городе и во многом определяет его экономику.

## История
В 1881 году железнодорожная компания Atchison, Topeka and Santa Fe Railway расширила своё присутствие в центральном Техасе, купив 360 акров (1,4568683119 км2) к юго-западу от небольшой фермерской общины Пало-Алто, созданной в 1872 году. На купленной территории компания создала город, который назвала в честь помощника генерального директора железной дороги Фрэнка Киллина. Через год в городе появились депо, салун, несколько магазинов и школа. В город потянулись жители близлежащих общин и к 1884 году в нём жили уже 350 человек, было пять магазинов, две мельницы, два хлопкоочистительных станка, два салуна, лесопилка, кузница и отель. Киллин продолжал расти, так как стал важным транспортным узлом для хлопка, шерсти, и зерна в западной части округа Белл и восточной части округа Корьел. В 1900 году в городе жили уже 780, а в 1905 году местные политики и бизнесмены убедили законодателей Техаса построить мосты через Каухаус-Крик и другие ручьи, что помогло расширить торговую зону Киллин в два раза. В 1914 году начал работу общественный водопровод, а население города увеличилось до 1300 жителей.
До 1940-х годов Киллин оставался относительно небольшим и изолированным фермерским торговым центром, но ситуация резко изменилась после 1942 года, когда поблизости для нужд Второй мировой войны была создана база Кэмп-Худ (переименованная в Форт-Худ в 1950 году). В район потянулись тысячи рабочих, строителей, подрядчиков, солдаты и их семьи, и Киллин стал военным городом. Открытие Кэмп-Худ также коренным образом изменило характер местной экономики, поскольку новая база заняла почти половину торговой области Киллина, вытеснив с территории фермы и ранчо. Потеря более 300 ферм и ранчо привела к упадку хлопкоочистительной области и других сельскохозяйственных предприятий в Киллине. Новые предприятия начали предоставлять услуги военному лагерю. После Второй Мировой войны, когда лагерь забросили, Киллин перенес рецессию, однако в 1950 году на его месте была создана база постоянного пребывания войск и город снова начал развиваться. Его население увеличилось с 1300 в 1949 году до 7045 в 1950, а также около 100 новых коммерческих зданий были построены в 1950 и 1951 годах.
К 1955 году в Киллин было примерно 21 076 жителей и 224 предприятий. Сокращения и переводы войск на другие базы в середине 1950-х привели к очередной рецессии в городе, которая продолжалась до 1959 года, когда некоторые подразделения были возвращены в Форт-Худ. Во время своей военной службы в городе жил Элвис Пресли. Город продолжал расти в 1960-х годах, особенно после того, как началась Война во Вьетнаме, приведшая к увеличению активности в Форт-Худ. К 1970 Килин превратился города с 35 507 жителями, появились муниципальный аэропорт, новая муниципальная библиотека и колледж. Согласно переписи 1980 года, в городе насчитывалось 49 307 человек и это был самый большой город в округе Белл. К 1990 году его население выросло до 63 535 человек, а 265 301 человек проживало в агломерации Киллин — Темпл. В дополнение к формированию местного экономического развития после 1950 года, военное присутствие в Форт-Худ также изменило расовый, религиозный и этнический состав города. До 1950-х годов в городе не было чернокожего населения, но в начале 50-х на базе появилось подразделение Marlboro Hieghts? состоящее целиком из чернокожих солдат, а в 1956 город школьный совет проголосовал за создание местной школы со старшими классами. Первый католический священник — резадент города был назначен в приход святого Иосифа в 1954 году, и примерно в то же время были построены новые пресвитерианские и епископские церкви. К 1980 в городе образовалось многонациональное сообщество, включающее в себя белых, чернокожих, американцев мексиканского происхождения, корейцев, а также ряд граждан из других стран.
1991 год был годом перепадов для Киллин. После иракского вторжения в Кувейт в конце лета 1990 года город готовился к войне и отправке тысяч военнослужащих из Второй бронетанковой и Первой кавалерийской дивизий на Ближний Восток. 16 октября 1991 года Джордж Геннард убил 23 человека, а затем покончил с собой в ресторане Луби (англ. Luby's) в городе. В декабре 1991 года команда по американскому футболу одного из вузов Киллин, Killeen Kangaroos выиграла в первом дивизионе конференции 5A, в решающем матче победив команду Sugar Land Dulles 14-10 на стадионе Астродом.
Согласно переписи 2000 года население Киллин составляло 86 911 человек, а по переписи 2010 года число жителей возросло до 127 тысяч, что позволяет назвать Киллин с пригородами одной из наиболее быстро развивающихся областей в штате. Большое количество военнослужащих Киллин служили в войнах в Ираке и Афганистане. По состоянию на апрель 2008 года, более 400 своих солдат погибли в этих двух войнах.
5 ноября 2009 года, всего в нескольких милях от места трагедии Луби, убийца открыл огонь по людям на военной базе Форт-Худ, убив 13 и ранив 30 человек. Убийца получил 4 огнестрельных ранения, вызвавших паралич ниже пояса. В память жертв стрельбы на базе Форт-Худ, хор из средней школы Мэнор в Киллине под руководством режиссёра Джейсона Мэна и с помощью композитора из Форта-Уэрт Уильяма Оуэнса написал и исполнил песню «С доблестью и храбрым сердцем» (англ. With Valor And Brave Heart). В 2011 году Килин получил внимание СМИ после выхода нового телесериала «Surprise Homecoming», созданного Билли Рэем Сайрусом, о семьях военных, возвращающихся из-за рубежа.

## География
Согласно Бюро переписи населения США, общая площадь города составляет 35,4 квадратной мили (92 км2), из которых 35,3 квадратной мили (91 км2) являются сушей и 0,1 квадратной мили (0,26 км2) (0.14 %) — водой.

### Климат
| Показатель                    | Янв. | Фев. | Март | Апр. | Май | Июнь | Июль | Авг. | Сен. | Окт. | Нояб. | Дек. | Год   |
| ----------------------------- | ---- | ---- | ---- | ---- | --- | ---- | ---- | ---- | ---- | ---- | ----- | ---- | ----- |
| Абсолютный максимум, °C       | 31   | 34   | 36   | 37   | 38  | 42   | 43   | 42   | 44   | 39   | 33    | 28   | 44    |
| Средний суточный максимум, °C | 14   | 17   | 21   | 26   | 29  | 33   | 35   | 36   | 32   | 27   | 20    | 16   | 25,5  |
| Средний суточный минимум, °C  | 1    | 3    | 7    | 12   | 16  | 21   | 22   | 22   | 18   | 13   | 7     | 2    | 12    |
| Абсолютный минимум, °C        | −15  | −17  | −7   | 0    | 7   | 11   | 13   | 13   | 6    | −4   | −7    | −19  | −19   |
| Норма осадков, мм             | 42,2 | 62,5 | 74,4 | 62,5 | 114 | 94   | 34   | 47   | 79,5 | 82   | 74,4  | 68,6 | 835,2 |
| Источник: The Weather Channel |      |      |      |      |     |      |      |      |      |      |       |      |       |

## Население
Согласно переписи населения 2010 года, в городе проживают 127 921 человек, 48 052 домохозяйства, 33 276 семей. Плотность населения составляет 949.3 человека на км². В городе 53 913 домов, плотность участков составляет 386 на км². Расовый состав города: 45,1 % — белые, 34,1 % — чернокожие, 0,8 % — коренные жители США, 4 % — азиаты, 1,4 % — жители Гавайев или Океании, 7,9 % — другие расы, 6,7 % — две и более расы. Число испаноязычных жителей любых рас составило 22,9 %.
Из 48 052 домохозяйств, в 40,1 % проживают дети младше 18 лет. В 47,1 % случаев в домохозяйстве проживают женатые пары, 17,2 % — домохозяйства без мужчин, 30,8 % — домохозяйства, не составляющие семью. 24,4 % домохозяйств представляют собой одиноких людей, 3,6 % — одиноких людей старше 65 лет. Средник размер домохозяйства составляет 2,66 человека. Средний размер семьи — 3,17.
33,2 % населения города младше 20 лет, 38,7 % находятся в возрасте от 20 до 39, 22,8 % — от 40 до 64, 5,2 % — 65 лет и старше. Средний возраст составляет 27 лет.
Средний доход домохозяйства составляет 44 370 долларов США в год, средний доход семьи — 36 674 долларов. Доход на душу населения в городе составляет 20 095 долларов США, ниже чем в среднем по стране — 39 997 долларов. Около 11,2 % семей и 16,4 % населения находятся за чертой бедности. В том числе 18,5 % в возрасте до 18 лет и 8,6 % в возрасте 65 и старше.
В 2007 году Coldwell Banker признал Киллин городом с самым доступным жильём в США. Средняя стоимость дома составляла 136 725 долларов США.

## Экономика
Согласно финансовому отчёту города за 2017—2018 финансовый год, Киллин владел активами на $579,1 млн, долговые обязательства города составляли $317,7 млн. Доходы города составили $178,15 млн, расходы города — $155,75 млн
Основными работодателями в городе являются:
| #  | Работодатель                             | Число сотрудников |
| -- | ---------------------------------------- | ----------------- |
| 1  | 3-й бронетанковый корпус и база Форт-Худ | 36 187            |
| 2  | Подрядчики и поставщики армии            | 7502              |
| 3  | Независимый школьный округ Киллин        | 6000              |
| 4  | Гражданский персонал базы Форт-Худ       | 5493              |
| 5  | Колл-центр Teleperformance               | 1800              |
| 6  | Колледж центрального Техаса              | 1488              |
| 7  | Город Киллин                             | 1282              |
| 8  | AdventHealth                             | 1000              |
| 9  | ESP, Inc                                 | 420               |
| 10 | Z-Systems                                | 413               |

## Культура и искусство
В Киллине находится театр Vive Les Arts, ежегодно представляющий несколько спектаклей как на основной сцене, так и в детском отделении. Театр опирается на местные таланты и поддержку. Среди постановок — известный бродвейский мюзикл «Кошки», «Ain’t Misbehavin'» (трибьют Фэтсу Уоллеру) и «All Shook Up» (мюзикл с песнями Элвиса Пресли).

## Управление городом

### Отзыв членов городского совета в 2011 году
8 ноября 2011 года из городского совета Киллина были отозваны сразу пять членов. Как следствие, остальные члены совета не могли достичь кворума, и городской совет был формально расформирован до мая 2012 года, когда очередные выборы позволили заполнить освободившиеся вакансии.

### Местное управление
Согласно всестороннему ежегодному финансовому отчету города 2011 года, доходы города составили 145,75 миллионов долларов США, расходы — 140,52 млн долларов, общий объём активов составил 565,7 миллионов, в том числе 60,5 миллионов долларов наличными и эквивалентом и 257,9 в общем объёме обязательств.
Структура управления городом и городскими службами выглядит так:
| Должность                                     | Исполняющий обязанности |
| --------------------------------------------- | ----------------------- |
| Сити-менеджер                                 | Гленн Моррисон          |
| Помощник сити-менеджера по внешним службам    | Джон Саттон             |
| Помощник сити-менеджера по внутренним службам | Энн Фэррис              |
| Городской прокурор                            | Кэтрин Дэвис            |
| Секретарь городской администрации             | Пола Миллер             |
| Начальник полиции                             | Деннис Болдуин          |
| Начальник авиации                             | Джон Саттон             |
| Директор развития региона                     | Лесли Хинкл             |
| Финансовый директор                           | Барбара Гонсалез        |
| Директор по персоналу                         | Дебби Мейнор            |
| Директор по информационным технологиям        | Дональд Файн            |
| Директор по планированию                      | Рэй Шанаа               |
| Директор по связям с общественностью          | Хилари Шайн             |
| Директор по общественным работам              | Личард Макчи            |
| Начальник пожарной охраны                     | Джерри Гарднер          |
| Председательствующий муниципальный судья      | Уильям Гибсон           |

## Образование

### Государственные школы
Независимый школьный округ Киллин является самым большим школьным округом между Раунд-Роком и Далласом. В округе находятся 32 начальные школы (англ. elementary schools), 11 средних школ (англ. middle schools), четыре старших школы (англ. high schools) и пять специализированных школ.

### Частные школы
В Киллине находятся Христианская мемориальная академия (13 классов) и академия Крик-Вью (10 классов).

### Колледжи и университеты
В 1965 году в городе был создан колледж, призванный обслуживать студентов из округов Белл, Бернетт, Корьел, Гамильтон, Лампасас, Ллано, Мейсон, Милс и Сан-Саба. Колледж предлагает обучение по 40 специальностям и сертификаты о прохождении обучения.
1 сентября 1999 года был открыт Университет A&M в центральном Техасе, являвшийся изначально филиалом Тарлетонского государственного университета. После того, как университет зачислил 1000 студентов, он стал самостоятельным учреждением в системе A&M.

## Средства массовой информации
Главной газетой города Киллин является «Киллин Дейли Геральд» (англ. Killeen Daily Herald) издаваемая в различных форматах с 1890 года.
Газета была одним из четырёх изданий, принадлежащих легендарному техасскому издателю Франку Мэйборну, жена которого остается её редактором и издателем.
Геральд также публикует независимую газету «Форт-Худ Геральд» (англ. Fort Hood Herald) для базы Форт-Худ и еженедельник «Коув Геральд» (англ. Cove Herald) для жителей Копперас-Коува.
Официальным изданием Форта-Худ является «Форт-Худ Сентинел» (англ. Fort Hood Sentinel) — издание для членов американской армии, независимое от правительства и вооруженных сил США.

## Инфраструктура

### Транспорт
Киллин обслуживается небольшим региональным аэродромом Skylark Field (ILE), большим региональным аэропортом Киллин—Форт-Худ (ГРК), и транзитной автобусной системой HOP.
Главными шоссе, которые проходят через Киллин или рядом являются US 190, бизнес-ответвление от US 190 (Veterans Memorial Boulevard), автомагистраль 195 штата Техас, шоссе 172 (ведущее в Форт-Худ), и I-35 (в 10 милях от города, в Белтоне).

### Безопасность
На страже порядка в городе стоят два муниципальных департамента — Пожарная служба Архивная копия от 2 мая 2019 на Wayback Machine и департамент полиции Киллина Архивная копия от 2 мая 2019 на Wayback Machine.

## Преступность
В 2012 году согласно единому отчёту о преступности в Киллине совершено 851 насильственных (убийство, изнасилование, ограбление или нападение) и 4986 ненасильственных (кражи со взломом, воровство и автомобильные кражи) преступлений:
| Преступления           | Число | На 100 000 жителей | В Техасе | В США  |
| ---------------------- | ----- | ------------------ | -------- | ------ |
| Убийства               | 12    | 9,1                | 4,4      | 4,8    |
| Изнасилования          | 82    | 62,1               | 29,5     | 26,7   |
| Ограбления             | 236   | 178,8              | 116,6    | 116,3  |
| Нападения              | 521   | 394,8              | 257,3    | 246,5  |
| Всего насильственных   | 851   | 644,9              | 407,8    | 394,4  |
| Кражи со взломом       | 1498  | 1135,1             | 786,6    | 670,5  |
| Воровство              | 3296  | 2497,6             | 2323,0   | 1968,6 |
| Автокражи              | 192   | 145,5              | 294,4    | 234,7  |
| Всего ненасильственных | 4986  | 3778,3             | 3766,8   | 2873,8 |

## Известные люди
- Элвис Пресли — служил на базе Форт-Худ и недолгое время жил в Киллине
- Тиа и Тамера Маури — жили на базе и в городе пока их отец служил в армии
- Дженнифер Хьюитт
- Бёрджесс Мередит
- Бёрт Рейнольдс
- Джеки Робинсон

## Города-побратимы
Согласно данным организации Sister Cities International Киллин имеет один город-побратим, Осан (Южная Корея).